# Гизалерио (Бергамо)
Гизалерио је насеље у Италији у округу Бергамо, региону Ломбардија.
Према процени из 2011. у насељу је живело 72 становника. Насеље се налази на надморској висини од 792 м.